# Sparabara
Sparabara (perz. „nosači štita“) je naziv za bojni poredak iz doba Ahemenidskog Perzijskog Carstva koji je korišten kao čeona postrojba pješaštva u bitkama. Naoružani štitovima i kopljima dužine dva metra, vojnici sparabare tvorili su „zid štitova“ kojem je bio cilj odbiti izravne neprijateljske napade, odnosno zaštititi ranjive strijelce u pozadini.
Pripadnici sparabare bili su puni članovi perzijskog društva obučavani od djetinjstva, dok su se u mirnodopsko vrijeme bavili poljoprivredom i lovom diljem prostranog Perzijskog Carstva. Budući kako se radi o poluprofesionalnim vojnicima, njihova uloga u bitkama bila je zadržavanje bojnog poretka dovoljno dugo dok elitne jedinice Perzijskih besmrtnika i konjice ne bi krenule u protunapad.
Postrojbe sparabare bile su naoružane velikim štitom pravokutnog oblika, a njegova mala težina zbog pletene građe presvučene kožom omogućivala im je izuzetnu pokretljivost na bojištu. Unatoč dobroj zaštiti od strijela, glavni nedostatak sparabare bila je mala učinkovitost zaštite protiv mačeva što je došlo do izražaja tokom Grčko-perzijski ratovi|grčko-perzijskih ratova odnosno sukoba s hoplitima iz falangom, čija je pak najveća mana bila spora pokretljivost. 
Ostale drevne perzijske vojne postrojbe bile su takabara čija je funkcija bila slična sparabari no vojnici su bili naoružani štitom u obliku polumjeseca i sjekriom, zatim thanvabara (strijelci organizirani u devet redova iza sparabare), te elitno teško pješaštvo poznato kao Perzijski besmrtnici.

## Poveznice
- Perzijska vojska
- Perzijski besmrtnici

## Vanjske poveznice
- Perzijska vojska (Iran Chamber)
- Sparabara (Rise of Persia)  Arhivirana inačica izvorne stranice od 22. prosinca 2009. (Wayback Machine)
- Sparabara (Achaemenid Persia, Mark Drury)  Arhivirana inačica izvorne stranice od 2. kolovoza 2011. (Wayback Machine)